# 獻肅王后
獻肅王后金氏（？—？），父親是新羅敬順王金傅，高麗景宗王胄之元妃。
史書對她的記載相當少，只知道她沒有生子就去世，諡號為獻肅王后，祔景宗廟。高麗穆宗五年四月加諡號溫敬，高麗顯宗五年三月加諡號恭孝，十八年四月加諡號良惠，後來又加諡號懿穆順聖，高麗文宗十年十月加諡號懷安，高麗高宗四十年十月再加諡號仁厚，全稱溫敬恭孝良惠懿穆順聖懷安仁厚獻肅王后。
除此之外，雖然正史並未記載她的生母，但是依照當時高麗王室近親通婚的習俗以及她作為景宗正妃的身分，應是由金傅之妻，王建之長女樂浪公主所出。